# Бабулфат, Тара
Тара Бабулфат (швед. Tara Babulfath; род. 3 января 2006, Худдинге, Стокгольм) — шведская дзюдоистка, выступающая в весовой категории до 48 кг. Бронзовый призёр летних Олимпийских игр 2024 года. Бронзовый призёр чемпионата мира 2024 года. Победительница турнира Большого шлема в Баку (2024 год). 

## Биография
Тара Бабулфат родилась 3 января 2006 года. 

## Карьера
В 2022 году она выиграла титул чемпионки Европы среди кадетов, на турнире который проходил в Хорватии. В этом же году стала серебряной призёркой чемпионата мира среди кадетов, турнир состоялся в Сараево. 
В 2024 году стала победительницей турнира из серии Большого шлема в Баку. В Ташкенте на турнире серии Большого шлема завоевала бронзовую медаль. 
В ноябре 2023 года, в Монпелье, дебютировала на взрослом чемпионате Европы, в категории до 48 кг, стала седьмой.
Весной 2024 года на предолимпийском чемпионате мира, который состоялся в Объединённых Арабских Эмиратах, Тара впервые в карьере завоевала бронзовую медаль, победив в поединке за третье место спортсменку из Португалии Катарину Кошту.
На летних Олимпийских играх 2024 года в Париже Тара завоевала бронзовую медаль, одолев в схватке за третье место казахстанскую спортсменку Абибу Абужакынову.